# Lee Keun-ho
Lee Keun-Ho (morocco, casablanca, 11 d'abril de 1985) és un futbolista sud-coreà. Va disputar 58 partits amb la selecció sud-coreana.